# Wurfbainia compacta
Wurfbainia compacta la một loài thực vật có hoa trong họ Zingiberaceae. Loài này được William George Maton đề cập tới dưới danh pháp Amomum compactum vào năm 1811 với dẫn chiếu tới mô tả của Daniel Carl Solander (1733-1782) trước đó. Năm 2018, Jana Leong-Škorničková và Axel Dalberg Poulsen chuyển nó sang chi Wurfbainia.

## Phân bố
Loài này là bản địa Sumatra và miền tây Java (Indonesia) nhưng đã du nhập vào Trung Quốc (nam Vân Nam, Hải Nam), Ấn Độ, Tiểu Sunda và Malaysia bán đảo.

## Mô tả
Cây cao 1-1,5 m. Lá không cuống; lưỡi bẹ hình tròn, 2 khe nứt, 5–7 mm, ban đầu có lông tơ, sau đó có lông rung ở mép; phiến lá hình mũi mác, 25-50 × 4–9 cm, nhẵn nhụi trừ lông rung ở mép, đỉnh hình đuôi, với chóp 2,5–3 cm. Cành hoa hình trụ, khoảng 5 × 2,5 cm, thuôn dài ra sau khi nở hoa; cuống đến 8 cm; lá bắc màu vàng, hình trứng-thuôn dài, 2-2,5 cm × 7–10 mm, có sọc dọc, bền, mép có lông rung; lá bắc con hình ống. Đài hoa 1-1,2 cm, có lông tơ, đỉnh 3 răng. Tràng hoa màu trắng hoặc hơi vàng; ống tràng 1,0-1,2 cm; các thùy thuôn dài, khoảng 8 mm. Không có nhị lép ở bên. Cánh giữa môi dưới màu ánh vàng với gân giữa màu da cam và rìa màu tía, hình elip, 1,5-1,8 × 1-1,5 cm, hơi lõm, có lông tơ. Chỉ nhị có lông ở đáy; bao phấn hình elip, khoảng 2 mm; phần phụ liên kết 3 thùy, khoảng 4 mm. Bầu nhụy nhiều lông. Quả nang màu ánh vàng, dẹt, đường kính 1-1,5 cm, hơi có 9 rãnh khi khô, nhiều lông. Hạt hình đa diện không đều, đường kính khoảng 4 mm. Ra hoa tháng 2-5, tạo quả tháng 6-8. 2n = 48.

## Tên gọi
Bạch đậu khấu hoa đặc (từ compactum nghĩa là chắc, đặc), bạch đậu khấu Trảo Oa (từ tiếng Trung 爪哇白豆蔻 = Trảo Oa bạch đậu khấu).

## Việt Nam
Theo Phạm Hoàng Hộ (1999) thì loài này cũng được gieo trồng tại Việt Nam và tên tiếng Việt của loài này là đậu khấu, (lưu ý là không tồn tại danh pháp Aframomum compactum, có lẽ là lỗi in ấn) với mô tả như sau:
| “ | 9439a - Aframomum compactum Soland. ex Maton. Đậu khấu. Địa thực vật; căn hành chia nhánh, thơm; thân to 1,7 cm, cao đến 1,7 m. Lá có phiến thon, to 30-50 × 4-9 cm; cuống vắng; mép cao 5-7 mm. Phát hoa ở đất, to 3-6 × 2-2,5 cm; tiền diệp nhọn, dài 2,5 cm, lá hoa phụ 3 răng; hoa không cọng; đài 1,2 cm; vành trắng hay vàng vàng, cánh hoa 8 mm, môi bầu dục dài 15-18 mm, vàng giữa đỏ hay ngà, giữa vàng. Nang... lại; hột 4 mm, có tử y trắng. Tr. Dùng giúp tiêu hóa, bổ phổi. A. cardamomum L. là Eletteria cardamomum (L.) Maton. - Cultivated (A. cardamomum Lour.) | ” |

Tuy nhiên, V. Lamxay & M. F. Newman (2012) không ghi nhận Amomum compactum có tại khu vực Campuchia, Lào và Việt Nam.